# 1950 v letectví
Tento článek obsahuje seznam událostí souvisejících s letectvím, které proběhly roku 1950.

## Události

### Červen
- 25. června – začíná Korejská válka
- 25. června – USAF začíná evakuovat americké občany z Jižní Korey
- 27. června – F-82 Twin Mustang USAF sestřeluje severokorejský Jak-9. Jde o první vzdušný sestřel Korejské války.
- 27. června – Bombardéry B-29 Superfortress USAF z 19. bombardovací skupiny útočí na železniční nádraží v Soulu a na most přes řeku Han. Jde o první strategický bombardovací nálet války.
- 28. června – Stroje B-26 Invader USAF uskutečňují první útočnou misi nad Severní Koreou.
- 30. června – Mustangy 77. perutě RAAF jsou poslány do Koreje jako část australského příspěvku k válečnému úsilí.

### Červenec
- 3. července – Panthery jednotky VF-51 z letadlové lodě USS Valley Forge se stávají prvními americkými proudovými stíhacími letouny nasazenými ve válečném konfliktu. Sestřelují severokorejský Jak-9.
- 3. července – Letouny Supermarine Seafire 800. perutě FAA a Fairey Firefly 827. perutě FAA z letadlové lodě HMS Triumph vzlétají k první „neamerické“ akci nad Koreou.
- 29. července – Vickers Viscount společnosti BEA uskutečňuje první let turbovrtulového letadla s cestujícími.

### Říjen
- Sovětské MiGy-15 začínají podporovat severokorejské letectvo. Pilotují je sovětští a čínští piloti.

### Listopad
- 8. listopadu – Poručík Russell Brown sestřeluje ve svém F-80 Shooting Star MiG-15. Jde o první vítězství jednoho proudového letounu nad druhým.

### Prosinec
- 17. prosince – Stíhací letouny F-86 Sabre začínají operovat v Koreji.

## První lety

### Leden
- 13. ledna – Mikojan-Gurevič I-330, prototyp stíhacího letounu MiG-17
- 19. ledna – Avro Canada CF-100, RCAF 18101
- 24. ledna:
  - Nord 1601, francouzský experimentální letoun
  - North American YF-93, americký prototyp stíhačky

### Březen
- 26. března – XA2D Skyshark

### Duben
- 4. dubna – Jodel D11, F-BBBF
- 18. dubna – Convair XP5Y-1, první prototyp pozdějšího Convair R3Y Tradewind
- 30. dubna – SNCASE Grognard

### Květen
- 5. května – Scottish Aviation Prestwick Pioneer, prototyp G-AKBF
- 10. května – de Havilland Heron, G-ALZL

### Červen
- 16. června – FMA IAe 33 Pulqui II
- 19. června – Hawker P.1081, VX279

### Září
- 20. září – Iljušin Il-14

### Říjen
- 10. října – Boulton Paul P.111, VT935